# 1623
سنة 1623 كانت سنة بسيطة تبدأ يوم الأحد (الرابط يظهر نموذج التقويم الكامل للسنة) من التقويم اليولياني.

## أحداث
- بداية الحرب العثمانية الصفوية في 1623 والتي انتهت في 1639.
- 1 نوفمبر - هزم فخر الدين المعني أمير الشوف في جبل لبنان في معركة عنجر جيشا بقيادة والي دمشق مصطفى باشا.

## مواليد
- بليز باسكال

## وفيات
- آن هاثاواي (زوجة شكسبير)
- تولسيداس
- جودا باي
- جون بايرون (توفي 1623) سياسي إنجليزي
- غاسبار أغيلار
- غريغوري الخامس عشر
- قره داوود باشا
- كاسبارو بالبي مستكشف إيطالي
- ميخيل كونييه
- ويليام بيرد ملحن بريطاني